# Branchinecta coloradensis
Branchinecta coloradensis är en kräftdjursart som beskrevs av Alpheus Spring Packard 1874. Branchinecta coloradensis ingår i släktet Branchinecta och familjen Branchinectidae. Inga underarter finns listade.